# Rancho Banquete (Texas)
Rancho Banquete es un lugar designado por el censo ubicado en el condado de Nueces en el estado estadounidense de Texas. En el Censo de 2010 tenía una población de 424 habitantes y una densidad poblacional de 57,16 personas por km².

## Geografía
Rancho Banquete se encuentra ubicado en las coordenadas 27°48′34″N 97°50′44″O / 27.80944, -97.84556. Según la Oficina del Censo de los Estados Unidos, Rancho Banquete tiene una superficie total de 7.42 km², de la cual 7.42 km² corresponden a tierra firme y (0%) 0 km² es agua.

## Demografía
Según el censo de 2010, había 424 personas residiendo en Rancho Banquete. La densidad de población era de 57,16 hab./km². De los 424 habitantes, Rancho Banquete estaba compuesto por el 75.94% blancos, el 1.89% eran afroamericanos, el 0% eran amerindios, el 0.24% eran asiáticos, el 0% eran isleños del Pacífico, el 18.63% eran de otras razas y el 3.3% pertenecían a dos o más razas. Del total de la población el 93.87% eran hispanos o latinos de cualquier raza.